# 広野火力発電所
広野火力発電所（ひろのかりょくはつでんしょ）は、福島県双葉郡広野町大字下北迫字二ッ沼58にあるJERAの石油・石炭火力発電所。本ページでは広野IGCCパワー合同会社の広野IGCC発電所についても記述する。

## 概要
1980年4月に1号機が運転を開始、4号機までが建設された。その後、1999年8月に燃料を石炭に変更した5、6号機の増設が決定され、5号機が2004年7月に、6号機が2013年12月3日にそれぞれ運転を開始した。1号機については、2016年4月1日より長期計画停止となった。その後3・4号機でも、2018年7月1日より長期計画停止となった。
東京電力の火力発電所としては唯一の供給エリア外立地発電所である。これは磐城沖ガス田から供給される天然ガスの存在を前提に建設されたためで、同所が生産したガスの全量を発電用に使用していた。なお、磐城沖ガス田は2007年7月をもって生産を終了し、石油と天然ガスを混焼していた3、4号機は石油専焼となった。
2011年3月、東日本大震災により被災（後述）。
2014年5月15日、東京電力は、福島復興大型石炭ガス化複合発電設備実証計画として、当発電所構内に世界最新鋭の大型石炭ガス化複合発電(IGCC)設備を建設する計画を発表、2016年10月20日には、同計画を広野IGCCパワー合同会社（三菱商事パワー、三菱重工業、三菱電機、東京電力ホールディングスの4社が出資）に承継し、同社が建設・運用を行うことを発表した。
2016年（平成28年）4月1日、1・2号機を長期計画停止。
2016年（平成28年）7月1日、3・4号機を長期計画停止。
2021年（令和3年）11月19日、広野IGCCパワー合同会社が広野IGCC発電所の運転を開始。
2022年（令和4年）3月16日、福島県沖地震により、運転中の5、6号機が運転を停止。5号機は同月18日に運転を再開したが、6号機は変圧器からオイル漏れが生じたため運転再開が遅れた。
2023年（令和5年）6月、2号機を再稼働。
2023年（令和5年）10月5日、1・3・4号機を廃止。

## JERAの発電設備

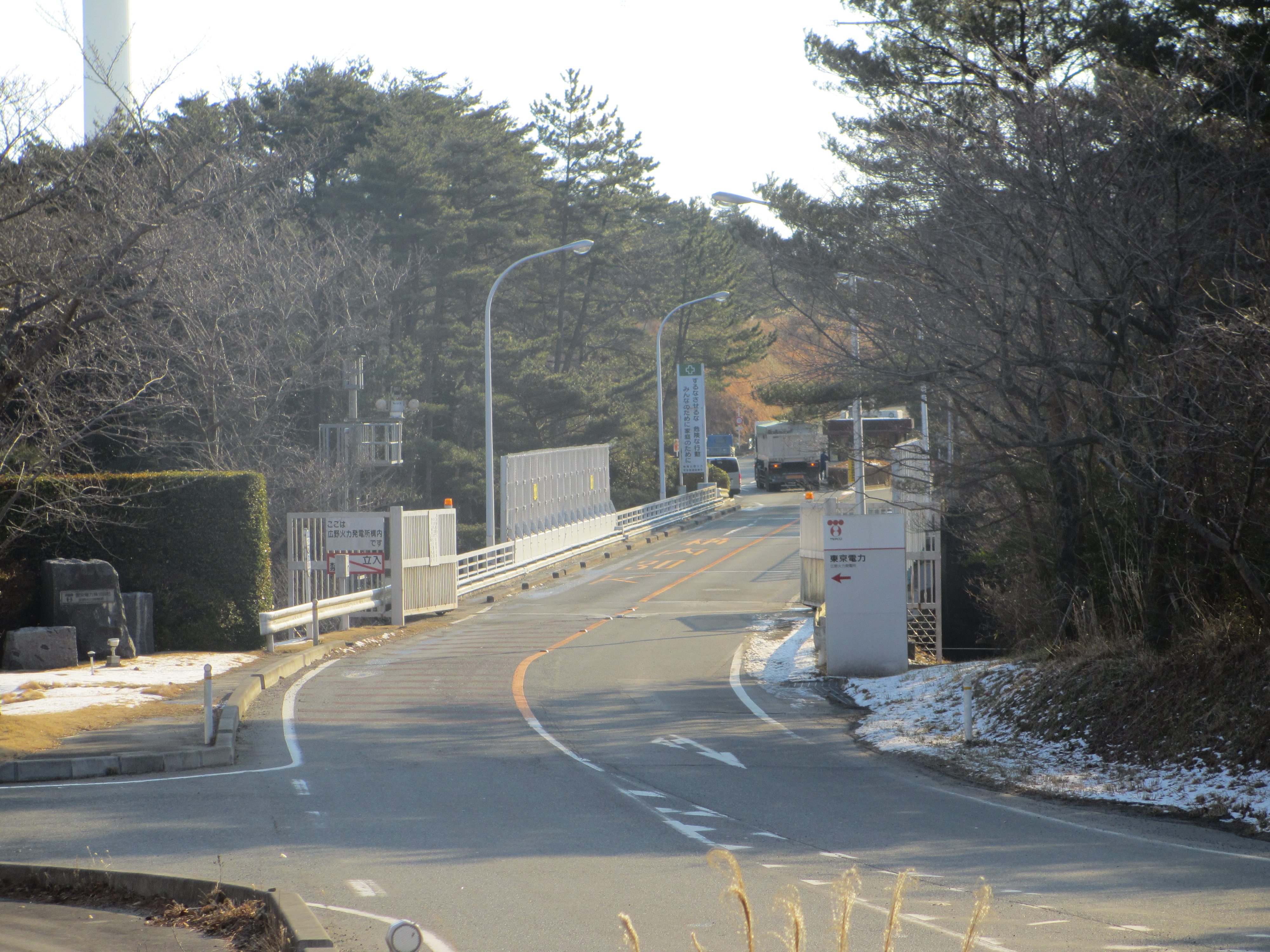
入口

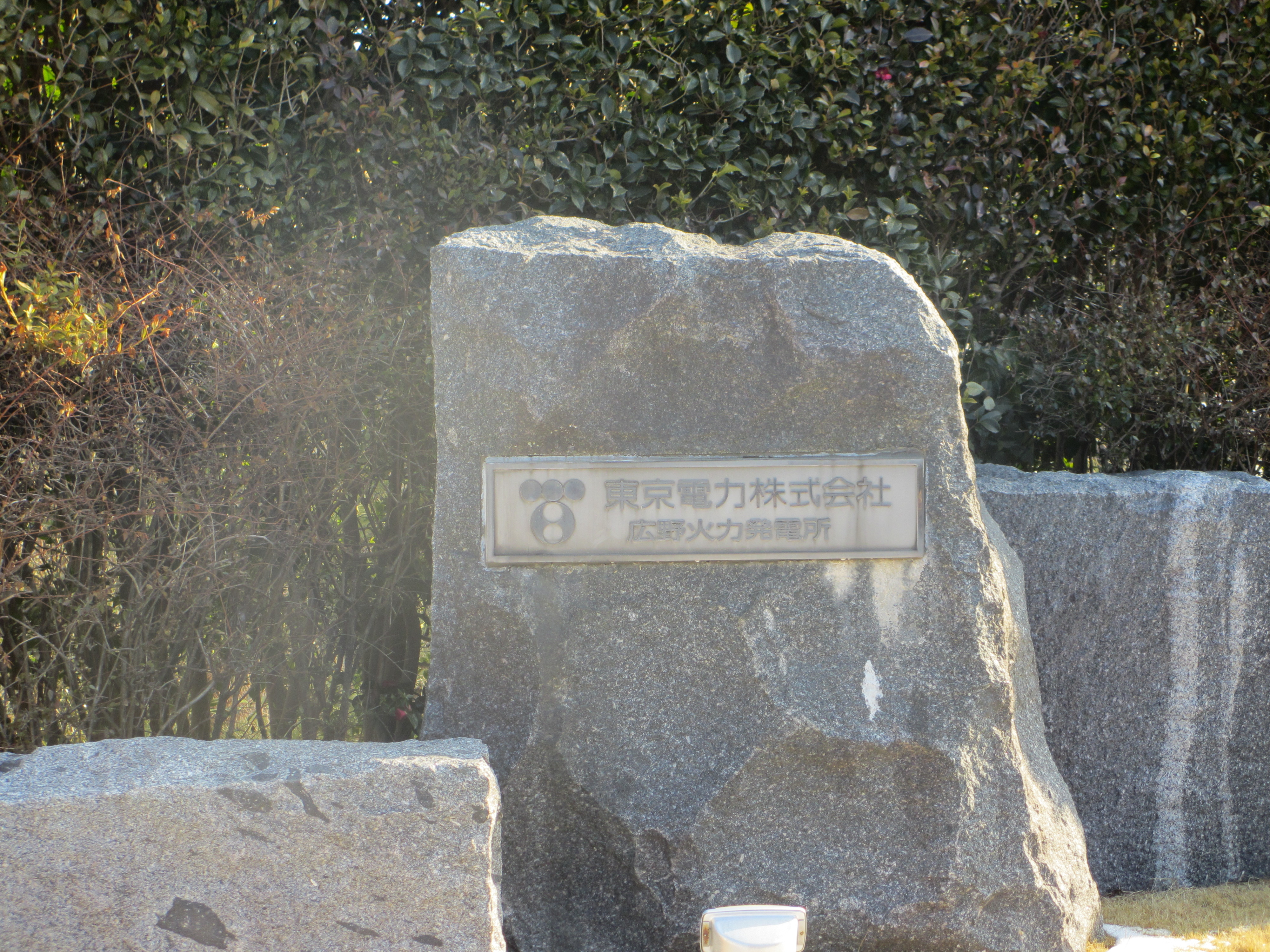
看板

- 総出力：180万kW（2023年12月現在）[6]
- 敷地面積：約133万m2
- 汽力発電方式

1号機（2023年10月5日 廃止）
定格出力：60万kW
使用燃料：重油、原油
蒸気条件：超臨界圧（Super Critical）
熱効率：43.1%（低位発熱量基準）
営業運転開始：1980年4月
2号機 (2020年4月1日より長期計画停止中 - 2023年6月から再稼働中）
定格出力：60万kW
使用燃料：重油、原油（過去には天然ガスも使用）
蒸気条件：超臨界圧（SC）
熱効率：43.1%（低位発熱量基準）
営業運転開始：1980年7月
3号機（2023年10月5日 廃止）
定格出力：100万kW
使用燃料：重油、原油（過去には天然ガスも使用）
蒸気条件：超臨界圧（SC）
熱効率：44.3%（低位発熱量基準）
営業運転開始：1989年6月
4号機（2023年10月5日 廃止）
定格出力：100万kW
使用燃料：重油、原油（過去には天然ガスも使用）
蒸気条件：超臨界圧（SC）
熱効率：44.2%（低位発熱量基準）
営業運転開始：1993年1月
5号機
定格出力：60万kW
使用燃料：石炭
蒸気条件：超々臨界圧（Ultra Super Critical）
熱効率：45.2%（低位発熱量基準）
営業運転開始：2004年7月12日
6号機
定格出力：60万kW
使用燃料：石炭
蒸気条件：超々臨界圧（USC）
熱効率：45.2%（低位発熱量基準）
営業運転開始：2013年12月3日

## 東北地方太平洋沖地震による被害
2011年3月11日に発生した東北地方太平洋沖地震により被災。当時運転中だった2、4号機が停止した。その後の大津波によって、タービン建屋など構内広範囲にわたって浸水しがれきが散乱するなどして、地震発生時停止していた1、3、5号機を含む全機が運転できない状態に陥った。
施設は福島第二原発の10km圏内、および福島第一原発の30km圏内に位置しているが、4月21日に福島第二原子力発電所の避難区域が10km圏内から8km圏内に縮小し、翌22日に広野町全域が「緊急時避難準備区域」へと変更されたため、避難区域から外れた（同年9月30日に解除された）。
損壊が少ない設備から着工し復旧作業を行った結果、まず5号機が2011年6月15日に運転を再開した。その後も順次復旧作業を進め、7月16日に再開した3号機を最後に全機の運転が再開した。

## 発電所としての特徴
- 2号機は、1984年7月2日に初の国産天然ガス（磐城沖ガス田）の使用を開始した（現在は石油専焼）。
- 3、4号機は、国内最大規模の100万kW級である。運転開始当初は天然ガスと重油、原油の混焼であったが、磐城沖ガス田の生産が終了したことから現在は石油専焼となっている。なお、第二次石油危機の発生を受けて、1979年5月に行われた第3回国際エネルギー機関（IEA）閣僚理事会において、石油火力発電所の新設禁止が盛りこまれた「石炭利用拡大に関するIEA宣言」の採択が行われ、それ以降日本でも原則として石油火力発電所を新設することが出来なくなり、5、6号機の増設には石炭が使用されることになった。
- 5号機は、常陸那珂火力発電所と同様に石炭専焼の発電所である。主蒸気温度および再熱蒸気温度600℃、主蒸気圧力24.5MPaとした超々臨界圧のボイラーおよび蒸気タービンを採用し、低圧タービンに新開発の48インチ翼を採用することにより、石炭火力としては最高水準となる熱効率43%（高位発熱量基準）を実現した[7]。
- 5号機・6号機の燃料として用いる石炭はいわき市の小名浜コールセンターで受け入れ・保管の上、専用内航船に積み替えて広野火力発電所までピストン輸送している[11]
- 主な発電設備を埋立地側へ建設し、従来の土地より長さ333mに及ぶトンネルによってつないでいるため、主要な建物は表からほとんど見ることができない。このため、周辺からは煙突のみが目立つ格好となっている。この煙突がシンボルとなっており、マスコットキャラクターも煙突の形をしている。
- 敷地の一部は「広野海浜公園」として開放されている。公園としては小さな広場が一つあるに過ぎないが、長い階段によって埋立地に設けられた有料の釣り場へと赴く事が出来る。
- 楢葉町沖合20kmには、福島洋上風力コンソーシアムが運営する浮体式洋上風力発電施設が存在する。発電施設に繋がる海底ケーブルは発電所付近の海岸線に陸揚げされ、送電線に接続されている[12]。

## 広野IGCCパワー合同会社の発電設備
広野IGCC発電所（福島復興大型石炭ガス化複合発電設備実証計画（広野））
発電方式：空気吹き石炭ガス化複合発電方式(IGCC)
定格出力：54万kW
　ガスタービン 1400℃級 × 1軸
　蒸気タービン × 1軸
使用燃料：石炭
ガス化炉：乾式給炭酸素富化空気吹き⼆段噴流床⽅式
ガス精製：湿式化学吸収法および湿式石灰石・石膏法併用
SOx排出濃度：19ppm
NOx排出濃度：6ppm
煤塵排出濃度：5mg/m3N
熱効率：約48%（低位発熱量基準）
営業運転開始：2021年11月

## アクセス
- タクシー
  - 広野駅より約10分
- 自家用車
  - 広野ICより約5分